# Edmond-Charles Genêt

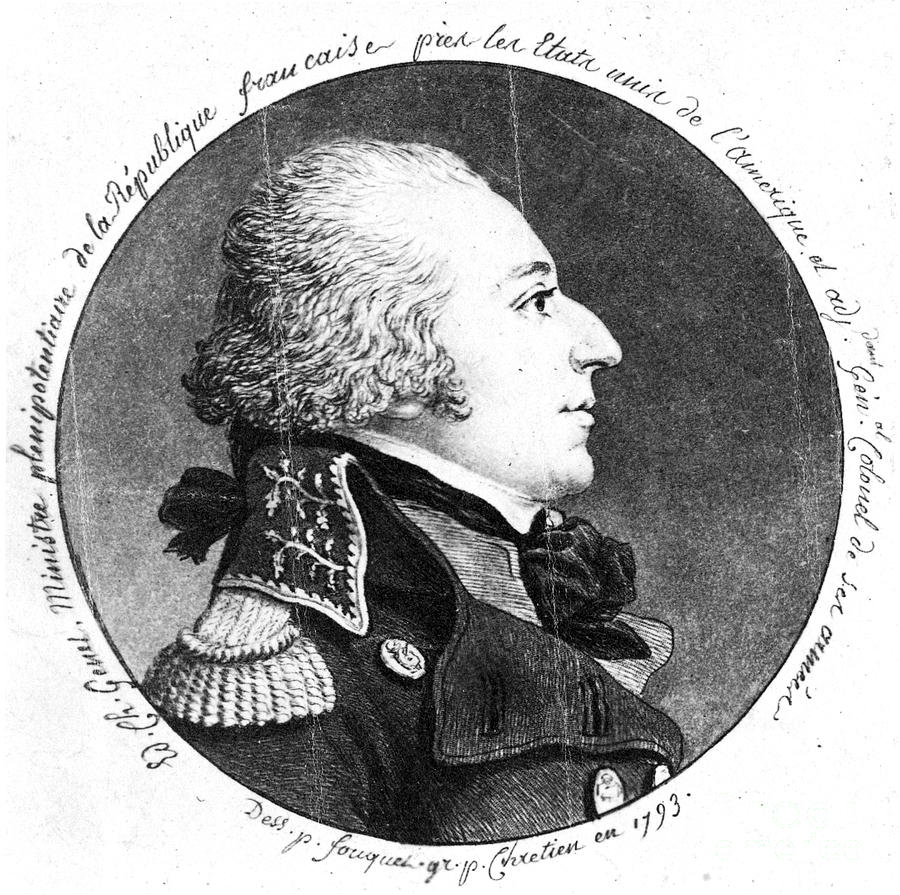
Edmond-Charles Genêt

Edmond-Charles Édouard Genêt [ʒə'nɛ] (auch Genet, selten Genest geschrieben; geboren am 8. Januar 1763 in Versailles, Frankreich; gestorben am 14. Juli 1834 in East Greenbush, New York, USA) war ein französischer Diplomat. Als französischer Botschafter in den Vereinigten Staaten zur Zeit der Französischen Revolution löste er 1793 eine diplomatische und politische Krise aus, als er versuchte, die Neutralitätspolitik der USA zu Gunsten Frankreichs zu beeinflussen. Den Gepflogenheiten der französischen Revolutionäre folgend, ließ er sich stets nur als „Bürger“ anreden und ist so als Citizen Genêt (englisch) bzw. Citoyen Genêt (französisch) in die Geschichtsschreibung eingegangen.
Nach seiner Ankunft in den USA unterminierte Genêt die amerikanische Neutralitätspolitik im Ersten Koalitionskrieg und begann, in amerikanischen Häfen Kaperschiffe für Angriffe auf britische Handelsschiffe auszurüsten. Weiterhin versuchte er erfolglos, amerikanische Freiwillige für militärische Expedition gegen die spanischen und britischen Kolonien in Nordamerika anzuwerben. Diese Aktionen kamen einer Verletzung der amerikanischen Neutralitätsproklamation gleich und stießen auf die entschiedene Ablehnung des Präsidenten George Washington. Durch sein unnachgiebiges und impulsives Auftreten sah sich die amerikanische Regierung schließlich veranlasst, Paris die Abberufung Genêts nahezulegen. Genêts Rückkehr nach Frankreich zur Zeit der jakobinischen Terrorherrschaft hätte jedoch wohl zu seiner Hinrichtung geführt, weshalb ihm Washington politisches Asyl gewährte. Bis zu seinem Tod 1834 lebte Genêt als Landwirt im Staat New York und kehrte nie wieder nach Frankreich zurück.
Wird Genêts Mission in Darstellungen der Französischen Revolution meist nur als Fußnote vermerkt, so setzte sie im politischen System der Vereinigten Staaten folgenschwere Entwicklungen in Gang. Die Debatte um „Citizen Genêt“ wurde in einer breiten politischen Öffentlichkeit lebhaft diskutiert und führte zu einer klaren Polarisierung im politischen Spektrum. Aus dem profranzösisch-egalitären und dem probritisch-konservativen Lager, die sich in dieser Debatte herausbildeten, gingen wenig später die ersten modernen politischen Parteien der USA, die Demokraten-Republikaner unter Thomas Jefferson und die Föderalisten unter John Adams, hervor.

## Leben

### Diplomatische Karriere bis 1792
Genêt wurde am 8. Januar 1763 in Versailles in eine gutsituierte bürgerliche Familie geboren. Sein Vater Edmé Jacques Genêt hatte sich in der Bürokratie des Pariser Hofes hochgearbeitet und 1762 die Leitung des im Verlauf des Siebenjährigen Krieges neu geschaffenen Übersetzungsdienstes des französischen Außenministeriums übernommen. Dabei spezialisierte er sich auf die Beziehungen mit Großbritannien. Seinem Ressort oblagen auch nachrichtendienstliche Tätigkeiten wie das Zusammenstellen von Dossiers zur außenpolitischen Lage. Während der Amerikanischen Revolution, in deren Verlauf Frankreich wiederum einen Krieg gegen Großbritannien führte, gingen bei ihm die amerikanischen Gesandten – erst Benjamin Franklin, dann John Adams – ein und aus. Franklin wie Edmé Genêt trugen auch einige Artikel zum hauseigenen Propagandablatt des Ministeriums in diesen Jahren bei, den Affaires d’Angleterre et de l’Amerique. Seinen Sohn Edmond-Charles bereitete er von frühester Kindheit an auf den diplomatischen Dienst vor. Schon im Alter von dreizehn Jahren beherrschte dieser vier Fremdsprachen und übersetzte Olof Celsius’ Konung Erik XIV:s historia aus dem Schwedischen ins Französische. Das Werk wurde veröffentlicht und brachte ihm eine Goldmedaille des schwedischen Königs ein.

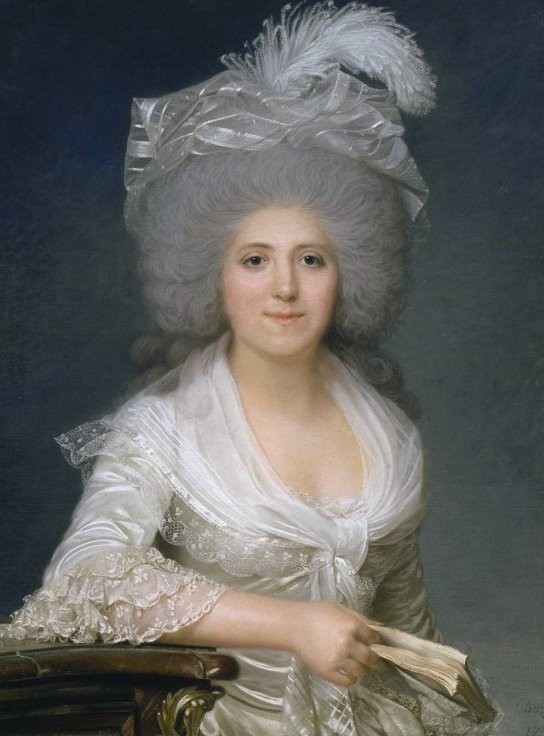
Genêts älteste Schwester Henriette, Kammerfrau Marie-Antoinettes.
Ölgemälde von Joseph Boze, 1786

Bereits ein Jahr darauf begann Genêt seine Karriere im Außenministerium im Büro seines Vaters. Der diplomatische Dienst war jedoch traditionell eine Domäne des Adels. Dass es Genêt in den nächsten Jahren dennoch gelang, in hohe Positionen aufzusteigen, hatte er mehr noch als der Position seines Vaters der persönlichen Patronage der Königin Marie-Antoinette zu verdanken. Seine Schwester Henriette Genêt war ab 1770 königliche Kammerfrau und stand ihr auch persönlich sehr nahe. 1780 wurde Genêt zur weiteren Karrierevorbereitung auf eine Grand Tour durch Europa geschickt, wobei die Königin persönlich dafür sorgte, dass er in den französischen Gesandtschaften in den europäischen Hauptstädten untergebracht, versorgt und auch unterrichtet wurde. Er verbrachte einige Monate in Frankfurt, versuchte sich mit wenig Begeisterung an der Universität zu Gießen und setzte seine Tour über Berlin und Wien fort, bis er 1781 wegen des Todes seines Vaters nach Paris zurückkehren musste. Von der Erbschaft blieb ihm kaum etwas, da er seinen vier Schwestern die Mitgift finanzieren musste, doch konnte er mit seinem beträchtlichen Salär im Ministerium seiner Familie dennoch ein komfortables Leben ermöglichen. Dort spezialisierte er sich wie zuvor sein Vater auf britische und amerikanische Belange und wurde 1783 sowie 1784 auch auf nachrichtendienstliche Missionen nach England entsandt.
Mit den von Jacques Necker umgesetzten Verwaltungsreformen wurde das Übersetzungsbüro des Außenministeriums 1787 aufgelöst. Durch die Einflussnahme der Königin wurde Genêt darauf zum Sekretär der französischen Gesandtschaft in der russischen Hauptstadt St. Petersburg ernannt. Im Sommer 1789, kurz nach dem Beginn der Französischen Revolution, begab sich der Botschafter Louis-Philippe de Ségur nach Paris, um sich in die Nationalversammlung wählen zu lassen und ließ Genêt als Geschäftsträger (frz. chargé d’affaires) zurück. In den folgenden drei Jahren leitete Genêt so die französische Gesandtschaft in Russland. In diesen Jahren radikalisierte sich nicht nur die Revolution in Frankreich, sondern auch die politische Gesinnung Genêts, der trotz seiner guten Beziehungen zum Hof die Revolution begeistert begrüßte. In seinen zahlreichen Depeschen warnte er das bald von Revolutionären geleitete Ministerium vor Verschwörungen französischer adeliger Emigranten, die sich nach St. Petersburg wie in andere europäische Metropolen geflüchtet hatten und ausländische Monarchien zum militärischen Eingreifen gegen die Revolution bewegen wollten. Zarin Katharina schloss sich der ersten Koalition zwar nicht an, doch verweigerte sie Genêt ab August 1791 den Zutritt zum Hof und verwies ihn schließlich im Juli 1792 des Landes.
Genêt erreichte Paris im September 1792, als die nun von den Girondisten dominierte Nationalversammlung die Abschaffung der Monarchie beschlossen hatte. Von den Führern der Gironde wurde er mit offenen Armen empfangen. Brissot würdigte ihn als den einzigen französischen Diplomaten, der es gewagt habe, „zu handeln wie ein freier Mann“ und als Zuarbeiter der Revolution im Ausland, und Madame Roland lud ihn bald in ihren Salon. Schon im Oktober wurde Genêt zum französischen Botschafter in Den Haag ernannt, doch zeichnete sich mit dem Vorrücken der französischen Revolutionsarmee an der Nordfront ab, dass die Niederlande ohnehin bald erobert würden, so dass sich dieser Posten erübrigte. Am 19. November wurde er von der Nationalversammlung dann als Nachfolger Jean Baptiste de Ternants zum neuen Botschafter in den Vereinigten Staaten ernannt. Seine Abreise verzögerte sich jedoch noch um einige Wochen durch das nun gegen den abgesetzten König eingesetzte Tribunal Dumouriez: Der einstige Außenminister und nun einer der Heerführer der Revolutionsarmee, verweigerte sich, wie zunächst viele Girondisten, einem absehbaren Todesurteil und schmiedete stattdessen einen Plan, die Königsfamilie im Gefolge des Botschafters Genêt ins amerikanische Exil zu verbannen. Erst nachdem auch Brissot aus Furcht vor den erstarkenden Jakobinern für die Hinrichtung des Königs gestimmt hatte, gab er dieses Vorhaben auf, für das sich auch der zuvor in die Nationalversammlung gewählte Thomas Paine starkgemacht hatte. Genêt verließ Paris am 21. Januar 1793, also an dem Tag, als Ludwig XVI. unter der Guillotine starb. In Rochefort wartete die Fregatte Embuscade auf ihn, die ihn nach Amerika befördern sollte, doch verzögerte sich die Abfahrt durch ungünstige Winde noch bis zum 20. Februar 1793.

### 1793: „Citizen Genêt“
Genêts diplomatische Mission währte nur einige Monate – schon im Spätsommer sah sich die amerikanische Regierung veranlasst, Paris um Rückruf des Botschafters zu bitten. Wie die Historiker Elkins und McKitrick in ihrem Standardwerk über die 1790er Jahre anmerken, schließt jede Darstellung der Affäre um den Botschafter „mit einer gewissen Verwunderung über die Vollkommenheit des Scheiterns dieses Mannes und seiner Mission.“ Zwar hat Genêts impulsives und undiplomatisches Auftreten nicht unwesentlich zu diesem diplomatischen Desaster beigetragen, doch sind die tieferen Gründe für sein Scheitern in der Unvereinbarkeit der französischen und amerikanischen Außenpolitik dieser Zeit zu suchen.

#### Die französische Amerikapolitik
Im November und Dezember setzte ein Komitee des französischen Außenministeriums die Richtlinien auf, denen Genêts diplomatische Mission folgen sollte. Sie trugen deutlich die Handschrift einer Handvoll Girondisten, die sich schon in den Jahren zuvor ausführlich mit den Vereinigten Staaten als erster modernen republikanischen Gesellschaft befasst hatten. Zu diesen américanistes zählte unter anderem Brissot, der 1788/89 einige Zeit in Amerika verbracht hatte. Brissot glaubte, dass die Vereinigten Staaten der Französischen Revolution grundsätzlich wohlgesinnt gegenüberstehen würden, da sie der amerikanischen durch gemeinsame, universelle republikanische Werte verbunden sei. Dass das Wissen über die amerikanische Politik aber über die utopische Vorstellung einer „universellen Republik“ kaum hinausging, zeigt, dass Genêts Akkreditierung nicht, wie nötig, an den amerikanischen Präsidenten adressiert war, sondern an den Kongress. Das Missverständnis, dass mit der Souveränität auch die außenpolitische Kompetenz wie in der jungen französischen Republik ausschließlich im Volke und folglich der Volksversammlung ruhe, prägte Genêts Mission von ihrem Beginn bis zu ihrem Ende. Mit einem vergleichbar realitätsfernen Optimismus glaubten die Girondisten und Genêt, ihre Ziele nicht in den althergebrachten Formen diplomatischer Etikette verfolgen zu müssen, sondern durch eine offenherzige „neue Diplomatie“, die im gemeinsamen republikanischen Geiste wie von selbst zu schnellen Einigungen führen würde. Konkret sollte Genêt erreichen, dass die Vereinigten Staaten die Notlage anerkennen, in der sich ihre Schwesterrepublik befinde, und die aus der Zeit des Unabhängigkeitskrieges rührenden amerikanischen Schulden beim französischen Staat zügig und vor der Frist zurückzahlen sollten. Mit diesem Geld sollte Genêt zum einen Proviantlieferungen an Frankreich finanzieren (was dem amerikanischen Handel zugutekäme), zum anderen militärische Expeditionen gegen die spanischen Kolonien Louisiana und Florida sowie gegen das britische Kanada ausrüsten. Durch Revolutionsexport, finanziert von Frankreich und ausgehend von amerikanischem Boden, sollten die Kolonien des Kriegsgegners Spanien „befreit“ werden, Kanada und Florida womöglich den Vereinigten Staaten angegliedert werden. Um seine Ziele zu erreichen, sollte Genêt einen neuen Handels- und Beistandsvertrag aushandeln. Falls dieser nicht zustande käme, sollte er auf der französischen Lesart der Bestimmungen der Verträge bestehen, die die beiden Nationen 1778 während des Amerikanischen Unabhängigkeitskrieges geschlossen hatten. Diese Verträge, ein Freundschafts- und Handelsvertrag sowie ein Beistandsvertrag, machten die Vereinigten Staaten auf dem Papier zu einem Verbündeten Frankreichs; die Vereinigten Staaten hatten sich darin etwa verpflichtet, die französischen Kolonien in der Neuen Welt zu schützen. Sollte eines der beiden Länder sich im Krieg befinden, so sollte es seine Kriegs- und Kaperschiffe in den Häfen seines Verbündeten unbehelligt ankern lassen. Anders als in der historischen Literatur gelegentlich zu lesen, war es zwar keineswegs Genêts Auftrag oder Absicht, die Vereinigten Staaten als Alliierten Frankreichs zum Kriegseintritt zu bewegen, doch befürchtete Washington, dass Großbritannien schon das bloße passive Einhalten dieser Verträge zur Kriegserklärung verleiten würde.

#### Die amerikanische Frankreichpolitik

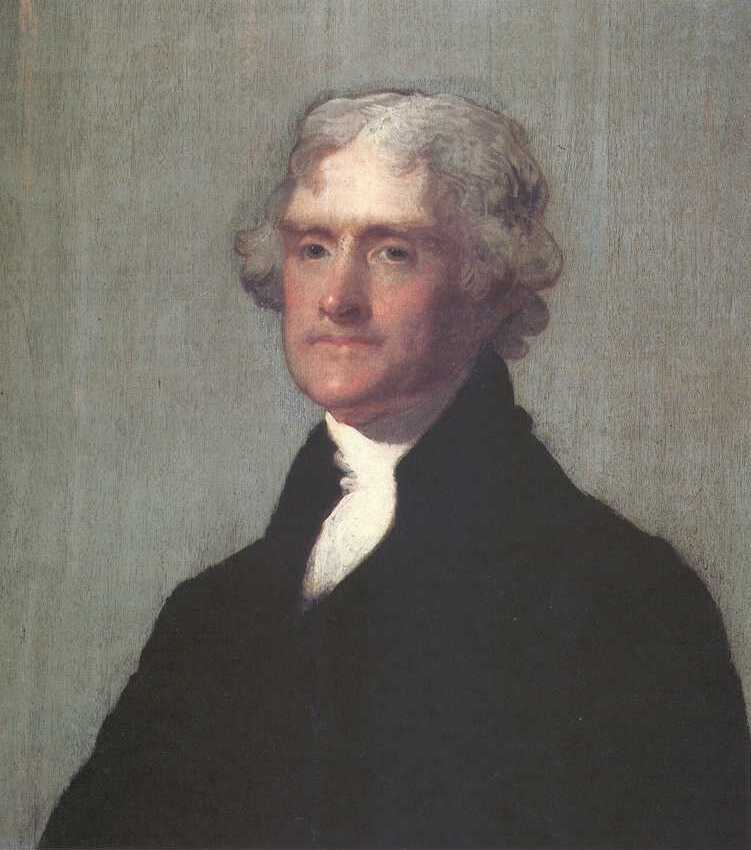
Thomas Jefferson

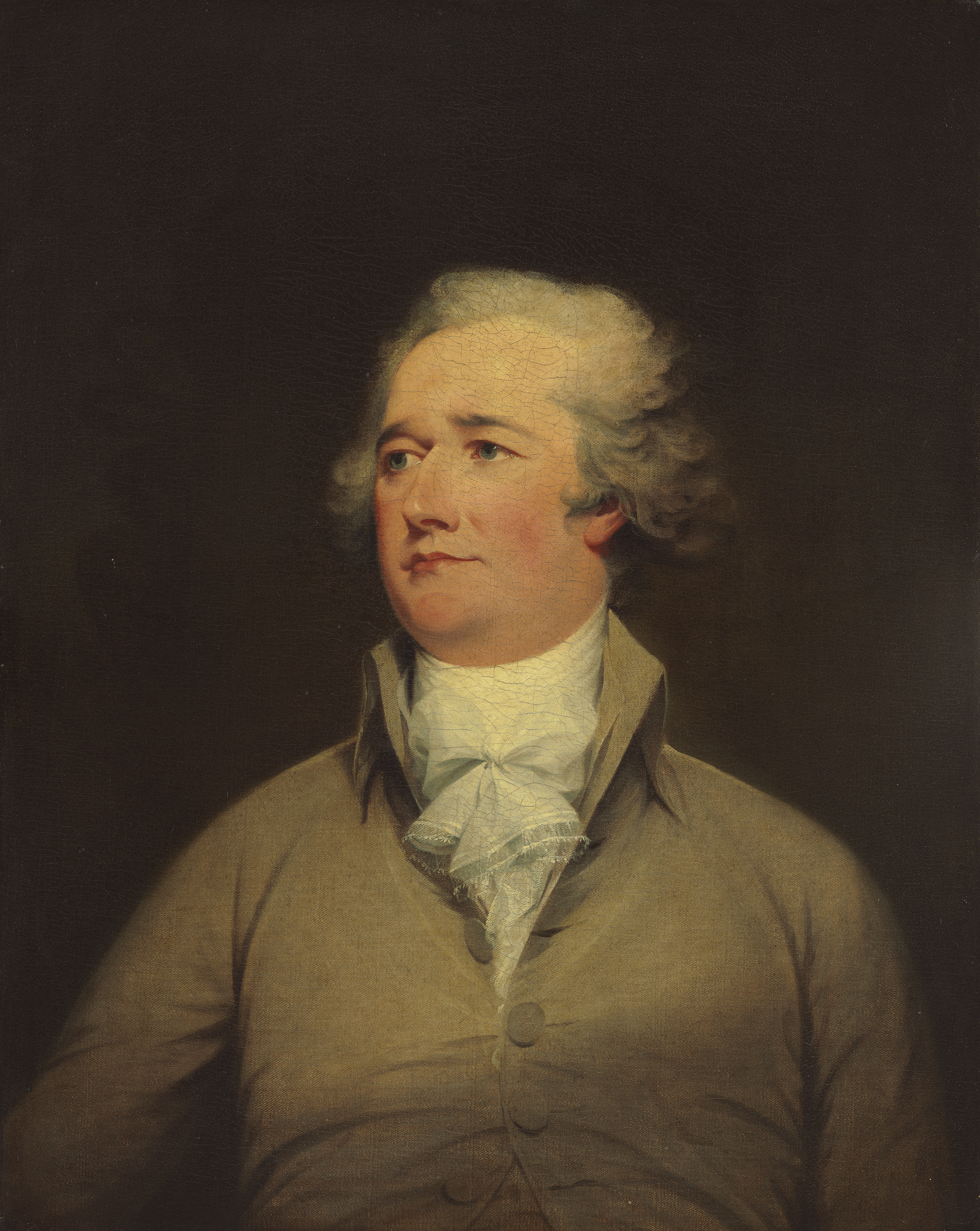
Alexander Hamilton

Die Grundzüge der amerikanischen Position im Koalitionskrieg wurden durch eine Neutralitätsproklamation am 22. April 1793 besiegelt, als Genêt zwar schon auf amerikanischem Boden weilte, aber die damalige Hauptstadt Philadelphia noch nicht erreicht hatte. Der Proklamation war eine verbissene Auseinandersetzung in Washingtons Kabinett vorausgegangen, in der die ideologischen Gegensätze zwischen dem Außenminister Thomas Jefferson und dem Finanzminister Alexander Hamilton deutlich zutage getreten waren. Während beide mit Präsident Washington darin übereinstimmten, dass die Vereinigten Staaten in jedem Fall aus dem Krieg herausgehalten werden müssten, versuchte Hamilton, die amerikanische Außenpolitik zu einer de facto probritischen Neutralität auszubilden, während Jefferson einen profranzösischen Kurs steuerte. Diesem Konflikt lag ein fundamentaler weltanschaulicher Gegensatz zugrunde. Hatten sich Hamilton und Jefferson zuvor schon in der Debatte um die Ratifizierung der Verfassung feindselig gegenübergestanden, so kristallisierten sich die weltanschaulichen Gegensätze der beiden in der unterschiedlichen Beurteilung der Französischen Revolution heraus. Diese wurde erstmals 1791 in der Debatte um die Veröffentlichung von Thomas Paines The Rights of Man deutlich, mit der Radikalisierung der Revolution, insbesondere nach der Hinrichtung des französischen Königs, verschärfte sich der Konflikt noch einmal. Hamiltons Gesellschaftsideal war elitistisch geprägt und deutlich am System der englischen Aristokratie orientiert, was Jefferson wieder und wieder zu der Behauptung verleitete, Hamilton plane den Verrat an der Revolution und die Wiedereinführung der Monarchie in Amerika. War diese Einschätzung wohl überzogen, so waren doch Hamiltons außenpolitische Sympathien offenkundig; tatsächlich unterrichtete er den britischen Botschafter George Hammond regelmäßig über die Vorgänge im Kabinett. Jefferson und seine Gesinnungsgenossen hingegen begrüßten die Französische Revolution ausdrücklich, sahen ihre Radikalisierung als Bestätigung des amerikanischen Republikanismus und hofften, dass ihr Erfolg einer immer weiterreichenden Demokratisierung auch der amerikanischen Gesellschaft dienen würde; auch James Monroe sah das Schicksal der beiden Revolutionen und Republiken aufs Engste miteinander verknüpft. In der öffentlichen Meinung dominierte zunächst ebenso Begeisterung für die Revolution: Die Nachricht von der Kanonade von Valmy wurde in vielen amerikanischen Städten mit Feuerwerken gefeiert, vielerorts gründeten sich republikanische Clubs nach französischem Vorbild. Die Föderalisten sahen in dieser Entwicklung die Gefahr der Pöbelherrschaft: John Adams etwa behauptete Jahre später in einem Brief an Jefferson, dass sich 1793 Tag für Tag zehntausend Menschen in den Straßen von Philadelphia eingefunden hätten, „um Washington aus seinem Haus zu zerren und so entweder eine Revolution in der Regierung herbeizuführen, oder sie zu zwingen, England zugunsten der Französischen Revolution den Krieg zu erklären.“
Washington begrüßte die Revolution zunächst durchaus – in seinem Arbeitszimmer hing der Schlüssel zur Bastille, den ihm sein Freund und einstiger Waffenbruder, der Marquis de La Fayette, hatte zukommen lassen. Spätestens seit der Marquis im Herbst 1792 von den Jakobinern ins Exil gedrängt wurde, stand er der Radikalisierung der Revolution jedoch zunehmend ablehnend gegenüber. Bemühte sich Washington sonst, die Gegensätze in seinem Kabinett auszutarieren, so schenkte er in dieser Frage wohl Hamilton mehr Gehör als Jefferson. So arbeitete Hamilton in der Auseinandersetzung um die Neutralitätsproklamation darauf hin, die Legitimation des neuen französischen Botschafters, mithin der französischen Republik, zu unterminieren und wollte ihn nur unter Vorbehalt empfangen sehen. Jefferson hatte mit Washingtons Einverständnis jedoch bereits den amerikanischen Botschafter in Paris, Gouverneur Morris, angewiesen, auch mit der neuen Führung in Paris zu verhandeln und die Republik somit de facto anerkannt. Schließlich wies Washington Jefferson an, Genêt als neuen Botschafter zwar ohne Vorbehalte zu empfangen, jedoch „ohne zuviel Wärme oder Herzlichkeit.“

#### Genêt und das Kabinett Washingtons
Die Embuscade erreichte Charleston am 8. April 1793. Genêt wurde hier und auf seinen weiteren Stationen auf dem Weg in die Hauptstadt Philadelphia von jubelnden Menschenmengen empfangen. Schon kurz nach seiner Ankunft begann Genêt, Kaperbriefe an amerikanische Schiffseigner zu verteilen, die britische Schiffe auf Hoher See aufbringen sollten. In zehn Tagen, die er in Charleston weilte, trieb er die Ausrüstung von vier Schiffen – sinnfällig auf die Namen Républicain, Sans culotte, Anti-George sowie Patriote Genêt getauft – voran und wurde darin von William Moultrie, dem Gouverneur South Carolinas, tatkräftig unterstützt. Eine derartige Beteiligung an den Kriegshandlungen fremder Mächte untersagte jedoch die zwei Wochen später verlautbarte Neutralitätsproklamation der Regierung unter Strafandrohung ausdrücklich. Erst Mitte Mai traf Genêt in Philadelphia ein. Der Kongress hatte sich im März des Jahres bis Dezember vertagt, so dass die folgenden diplomatischen Verwicklungen sich zunächst ausschließlich in dem aus vier Ministern bestehenden Kabinett Washingtons niederschlugen. Genêt, der in dem Glauben war, dass die außenpolitische Kompetenz wie in Frankreich in der Volksversammlung ruhe, grämte diese Terminierung sehr, insbesondere da sich innerhalb weniger Wochen herausstellte, dass er mit all seinen Anliegen am Kabinett scheitern würde. So verweigerte sich Hamilton als Finanzminister dem Wunsch, die Vereinigten Staaten mögen ihre Schulden bei Frankreich vorfristig tilgen, mit der Begründung, dass ein solches Arrangement eine unmittelbare Bevorteilung einer Kriegspartei und somit eine Verletzung der amerikanischen Neutralität darstellen würde. Mit dieser Absage zerschlugen sich auch Genêts Pläne, Expeditionen gegen Louisiana, Florida oder Kanada auszurüsten, da er die Anweisung hatte, selbige aus den besagten Tilgungsraten zu finanzieren. Zwar stattete er den in den USA weilenden Botaniker André Michaux mit Söldnerbriefen aus und sandte ihn mit dem Auftrag, in Kentucky eine Freiwilligenarmee zum Angriff auf Louisiana anzuheuern, in den amerikanischen Westen, doch blieb dieses Vorhaben letztlich ebenso fruchtlos wie die Bemühungen des französischen Konsuls in Charleston, Michel Ange Bernard de Mangourit, eine Streitmacht gegen Florida zu führen.
Zu den folgenschwersten Komplikationen führte der Streit um die Legitimität der Kaperschiffe, die Genêt in amerikanischen Häfen ausrüsten ließ. Als das erste gekaperte britische Schiff, die Grange, unter französischer Flagge in Charleston einlief, protestierte der britische Botschafter Hammond bei Jefferson, der das Schiff freisetzen ließ. Genêt nahm diese erste Entscheidung zunächst hin, bestand aber in den nächsten Wochen darauf – völkerrechtlich durchaus mit gutem Grund –, dass der Beistandsvertrag von 1778 das Ausrüsten von Kaperern in amerikanischen Häfen durchaus erlaube. Jefferson brachte zwar zunächst Verständnis für Genêts Lesart der Vertragsbestimmungen auf, war aber gleichwohl davon überzeugt, dass die Vereinigten Staaten in Ausübung ihrer territorialen Souveränität Frankreich das Recht zur Ausstattung von Kaperern in amerikanischen Häfen wieder versagen konnten, wie es mit der Neutralitätsproklamation de facto geschehen war. Als Genêt es auch nach ausdrücklicher Erklärung versäumte, die französischen Konsuln der amerikanischen Hafenstädte über das Verbot zu unterrichten, verschickte Jefferson einen entsprechenden Rundbrief. Zu weiteren Komplikationen kam es, als gegen Ende Mai die ersten Amerikaner verhaftet wurden, die auf den Kaperfahrten angeheuert hatten – Genêt forderte daraufhin erfolglos eine sofortige Freilassung. In weiteren Briefen an Jeffersons Ministerium verstieg sich Genêt in seinem Unmut über die Unnachgiebigkeit der Regierung zu immer schroffer formulierten Protesten; eine besonders auffahrende Protestnote vom 22. Juni veranlasste Hamilton zu der Bemerkung, dass wohl noch nie in der Geschichte der Diplomatie ein Botschafter sein Gastland so beleidigt habe, und auch Jefferson gab bald seine Hoffnung auf, Genêt zur Vernunft bringen zu können. Statt die Anweisungen der Regierung zu befolgen, ließ Genêt unbeirrt einen gekaperten britischen Schoner, die Little Sarah, im Hafen von Philadelphia zu einem französischen Kaperschiff – umgetauft auf den Namen Petite Democrate – aufrüsten. Um das Auslaufen des Schiffes zu unterbinden, ließen Hamilton und Kriegsminister Henry Knox eine Artilleriebatterie an den Unterlauf des Delaware River verlegen, doch bevor die Einheit eintraf, segelte die Petite Democrate aufs offene Meer. Spätestens diese Episode überzeugte Jefferson, dass Genêts Auftreten, wenn es publik würde, nicht nur zu einer Bürde für das amerikanisch-französische Verhältnis, sondern auch das Anliegen der republikanisch gesinnten Amerikaner diskreditieren würde. Hamilton arbeitete indes darauf hin, dass Washington von Paris einen sofortigen Rückruf Genêts fordern solle. Um Frankreich und die republikanischen Klubs in Amerika nicht zu düpieren, erreichte Jefferson nach wochenlangen hitzigen Diskussionen im Kabinett jedoch, dass der Rückruf Paris nur dezent nahegelegt werde. In einem langen Brief an das französische Außenministerium schilderte er noch einmal die Unvereinbarkeit der amerikanischen mit der französischen Lesart der Verträge von 1778 und fügte dem Schreiben in der Hoffnung, der Ton würde für sich selbst sprechen, Kopien von Genêts Briefen bei.

#### „Citizen Genêt“ und die amerikanische Parteienpolitik
Während dieser Monate des Jahres 1793 fühlte sich Genêt in seinen Positionen paradoxerweise durch die amerikanische Bevölkerung selbst bestärkt. In Philadelphia wurde er wie auf den vorigen Stationen seiner Reise von jubelnden Menschenmassen empfangen, und in der Folge zu zahlreichen Empfängen und Diners geladen, in denen republikanisch gesinnte Amerikaner mit ihm auf das Wohl Frankreichs anstießen. Mit Genugtuung nahm er zur Kenntnis, dass in der National Gazette im Juni einige Essays, gezeichnet mit dem Pseudonym „Veritas“, erschienen, die in scharfen Tönen die Neutralitätsproklamation Washingtons kritisierten. So kam er zu dem falschen Schluss, dass ihr Autor Jefferson selbst sei (tatsächlich war es wohl Philip Freneau) und sein Anliegen also auch in den republikanischen Regierungskreisen insgeheim gutgeheißen, aber von den „monarchistischen“ Elementen wie Hamilton blockiert würde. Besonders verhängnisvoll war jedoch seine Fehleinschätzung der Stärke der Exekutive, also des Präsidenten und der Bundesregierung, im politischen System der USA. Sie verleitete ihn zum einen zu sehr respektlos empfundenen Äußerungen gegen Washingtons Person, zum anderen zu der Überzeugung, dass er mit der im Dezember beginnenden Sitzungsperiode des Kongresses sein Anliegen direkt der Volksvertretung vortragen könne. Diese implizite Drohung, sich nicht nur über die Weisungen der Regierung seines Gastlandes hinwegzusetzen, sondern offen gegen ihre Entscheidungen zu agitieren, barg einigen politischen Sprengstoff, den die Föderalisten um Hamilton, John Jay und Rufus King auszunutzen begannen, wodurch sich die Affäre um „Citizen Genêt“ zu einer erbitterten innenpolitischen Kontroverse wandelte.
Hamilton hatte unter dem Pseudonym „Pacificus“ auf Seiten der Gazette of the United States ab dem 29. Juni in den Federkrieg um die Frankreichpolitik eingegriffen und in vier Essays die in den „Veritas“-Briefen erhobenen Forderungen nach Aufgabe der Neutralität angegriffen. Unter dem Pseudonym „No Jacobin“ verschärfte er in weiteren Essays ab dem 13. Juli seine Angriffe auf die profranzösischen Republikanerklubs. Im ersten dieser Essays erhob er die Behauptung, dass Genêt gedroht habe, über den Kopf Washingtons hinweg direkt an das amerikanische Volk zu appellieren – was letztlich einem Aufruf zum Sturz der Regierung gleichkäme. Mit dieser Behauptung versuchte Hamilton, aufbauend auf die uneingeschränkte Verehrung, die Amerikaner aller politischen Lager Präsident George Washington entgegenbrachten, das profranzösisch-republikanische Lager zum Umdenken zu bewegen oder aber zu diskreditieren, und so die Kritik an seiner eigenen probritischen Außenpolitik verstummen zu lassen. Madison beantwortete die Herausforderung für das republikanische Lager als „Helvidius“ und bekannte sich zwar zur Loyalität gegenüber Washington und der Neutralitätsproklamation, nahm aber zugleich die französische Republik gegen „monarchistische“ Anwürfe in Schutz. Die größere Wirkung entfalteten Hamiltons Aktivitäten: Im gesamten Land von Boston bis Richmond, auch in vielen kleineren Städten, organisierte er Bürgerversammlungen, die Resolutionen gegen die Aktivitäten des französischen Botschafters beschlossen. Die Republikaner antworteten mit einer Reihe ähnlicher Veranstaltungen, die jedoch auf Virginia beschränkt blieben, schon weil im September eine Gelbfieberepidemie in Philadelphia ausbrach und Massenveranstaltungen daher auch andernorts gemieden wurden. Nichtsdestotrotz war der nachhaltigste Effekt des Streits um Genêt die Entstehung des ersten Parteiensystems – aus den Bürgerversammlungen des Hamiltonschen Lagers entwickelte sich binnen eines Jahres die Föderalistische Partei, aus den Sympathisanten Jeffersons und der demokratischen Klubs die Demokratisch-Republikanische Partei. Zwar gingen viele ideologische Zerwürfnisse zwischen den beiden Gruppierungen auf die Zeit des Verfassungsstreits 1787–89 zurück, doch führte erst die Genêt-Affäre zu ihrer Konsolidierung als politische Parteien mit bürgerlicher Partizipation in örtlichen Teilverbänden.

#### Genêt in New York

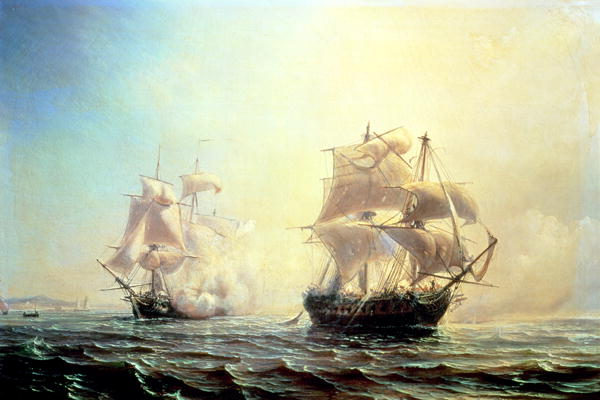
Seegefecht der Embuscade gegen die HMS Boston vor Sandy Hook.
Gemälde von Jean Antoine Théodore de Gudin, 1839.

Dass sich die Debatte um seine Person immer weiter aufheizte und immer breitere Kreise der politischen Öffentlichkeit teilnahmen, verleitete Genêt weiterhin zu einer verhängnisvollen Selbstüberschätzung. Tatsächlich war er kaum mehr als ein Spielball in den parteipolitischen Ränkespielen geworden, was er aber zu keiner Zeit wahrhaben wollte. Dies zeigte sich besonders bei seiner Ankunft Anfang August in New York, wo sich Hamiltons Anhänger und die republikanisch gesinnten Anhänger des Gouverneurs George Clinton seit langem in einem besonders erbitterten politischen Wettstreit befanden. Gerade hier war auch die außenpolitische Positionierung zu einer parteipolitischen Gesinnungsfrage geworden. Besonders deutlich zeigte sich dies, als die Mannschaften der Embuscade, also der französischen Fregatte, die Genêt nach Amerika gebracht hatte, sich in den Hafenspelunken New Yorks mit der Mannschaft der britischen HMS Boston anlegten und daraufhin ein Seeduell ausgemacht wurde. Der Kampf der beiden Schiffe fand in Sichtweite von Manhattan statt und wurde von tausenden New Yorkern verfolgt, wobei bedeutend mehr der letztlich siegreichen Embuscade zujubelten als dem britischen Schiff. Wenige Tage nach dem Duell traf Genêt in New York ein und wurde von einer größeren Menschenmenge gefeiert. Hamiltons Handlanger versuchten indes den Empfang zu stören, indem sie gezielt die Nachricht streuten, dass Genêt nun seinen Appell an das Volk, sich Washingtons Politik zu widersetzen, in die Tat umsetzen würde, und entfremdeten so zumindest einige Republikaner ihrem Lager. Führende Republikaner wie Aaron Burr und der Familienclan um Robert R. Livingston richteten die folgenden Tage Empfänge und Festessen zu Ehren Genêts aus, so dass er sich in seinem Anliegen und Auftreten bestätigt sah – tatsächlich wurde aber in diesen Tagen seine Abberufung in die Wege geleitet.
Anlass der Reise Genêts nach New York war das Eintreffen einer großen französischen Flotte, die rund 2500 Soldaten und Flüchtlinge aus der von einem Sklavenaufstand erschütterten Kolonie Saint-Domingue (dem heutigen Haiti) in Sicherheit bringen sollte. Die Disziplin der Schiffsmannschaften war durch Loyalitäts- und Kommandokonflikte zerrüttet, auf dem Flaggschiff der Flotte wurde der des Verrats bezichtigte Gouverneur der Kolonie, Thomas François Galbaud, als Geisel gehalten. Genêt nahm für diese Aufgaben den militärischen Titel des Generaladjutanten an und schaffte es mit seiner Autorität tatsächlich, die Flotte erfolgreich zu reorganisieren. Er verlegte Seemänner auf andere Schiffe, um den Zusammenhalt der Meuterei verdächtiger Gruppen aufzubrechen und entledigte sich solcher, die sich seiner Autorität widersetzten, durch eine Zusicherung freien Abzugs. Weiterhin investierte er rund 100.000 Dollar in die Instandsetzung und Bewaffnung der Flotte, die er um einige Schiffe, darunter die Embuscade und die Cornelia (die einstige Petite Democrate, jetzt umbenannt nach der Tochter George Clintons), vergrößerte. Mit dieser Seemacht glaubte er seine Pläne, Kanada und die spanischen Kolonien anzugreifen, doch noch in die Tat umsetzen zu können, aber kaum hatte die Flotte mit diesen Ordern am 5. Oktober die Anker gelichtet, entschieden sich die neu eingesetzten Schiffskommandeure, Genêts Befehle zu ignorieren und steuerten stattdessen das Mutterland Frankreich an. Am 15. September hatte Genêt von dem Gesuch der amerikanischen Regierung erfahren, ihn abzuberufen, zudem traf in diesen Tagen die Nachricht vom Sturz der girondistischen Regierung in Amerika ein. Genêt reagierte auf diese Entscheidungen mit Wankelmut, mal mit Resignation, mal mit hilflosen Wutausbrüchen, doch musste er schließlich erkennen, dass er mit seiner Mission gescheitert war. Die von ihm so lange ersehnte Eröffnung des 3. Kongresses begann mit einer Regierungsansprache Washingtons, in der auch die Abberufung Genêts in deutlichen Worten und ohne jeden Protest öffentlich bekanntgegeben wurde.

### Nach 1793: Im Exil
In Frankreich hatten unterdessen im Spätsommer die Jakobiner die Girondisten von der Macht verdrängt und deren Führer, darunter auch Brissot, im Oktober festgenommen und guillotiniert. Auch mit dem von der Gironde-Regierung ernannten Genêt gingen die Jakobiner ins Gericht: In einem jakobinischen Pamphlet wurde er der Verschwörung bezichtigt und beschuldigt, die Vereinigten Staaten bewusst der französischen Republik entfremden und ins Lager der Koalition treiben zu wollen. Ähnliche Vorwürfe brachte Robespierre am 17. November in einer Rede im Nationalkonvent gegen Genêt vor. Kurz darauf wurde im Wohlfahrtsausschuss Genêts Absetzung beschlossen und zugleich ein Haftbefehl gegen ihn ausgestellt. Genêts Nachfolger im diplomatischen Dienst Jean Fauchet erreichte Philadelphia am 21. Februar 1794. Washington verweigerte sich jedoch der Forderung des neuen Gesandten, Genêt festsetzen zu lassen, und gewährte Genêt stattdessen politisches Asyl – angesichts des Verlaufs der Terrorherrschaft schien nur zu wahrscheinlich, dass Genêt guillotiniert werden würde, würde er den Jakobinern übergeben.
Genêt kehrte nie wieder nach Frankreich zurück. Er widmete sich nun umso intensiver seinem Liebeswerben um Cornelia Clinton, die zwanzigjährige Tochter des New Yorker Gouverneurs George Clinton. Das Paar heiratete am 6. November 1794. Aus der Ehe gingen sechs Kinder hervor. Zunächst erstand Genêt für seine Familie eine Farm auf Long Island, bis er 1802 auf ein größeres Anwesen nahe Albany im Hudson-Tal übersiedelte. Unterdessen arbeiteten seine Geschwister in Frankreich auf seine Rehabilitation hin. Seine Schwester, die sich während der Terrorherrschaft versteckt gehalten hatte, gründete nach dem Sturz der Jakobiner eine elitäre Mädchenschule, die von vielen Töchtern einflussreicher Familien besucht wurde. Über diese Kontakte erreichte sie schließlich 1799, dass Genêts Name von der Liste konterrevolutionärer Emigranten genommen und sein konfisziertes Eigentum wieder freigegeben würde, jedoch unter der Auflage, dass er sich innerhalb von sechs Monaten in Frankreich einfinden müsse. Genêt entschloss sich aber gegen eine Rückkehr und nahm 1804 die amerikanische Staatsbürgerschaft an. Vier Jahre nach dem Tod seiner ersten Frau heiratete er 1814 Martha Osgood, eine Tochter Samuel Osgoods. Durch seine erste Ehe blieb er dem Clinton-Clan eng verbunden, der die New Yorker Politik über Jahrzehnte dominierte. Mit dem Ruch, der seinem Namen anhaftete, wollte er nicht wieder für ein öffentliches Amt kandidieren. Gelegentlich nahm er unter verschiedenen Pseudonymen auf Seiten DeWitt Clintons und der New Yorker Demokraten an den üblichen parteipolitischen Federkriegen teil. 1831 besuchte ihn Alexis de Tocqueville, als dieser für sein heute klassisches Werk Über die Demokratie in Amerika recherchierte. Die beiden sprachen angeregt bis zum Sonnenuntergang, doch fand kein Wort aus dieser Unterredung den Weg in Tocquevilles Buch. Am 14. Juli 1834 starb Genêt auf seiner Farm in Greenbush.

## Mitgliedschaften
Seit 1782 war er korrespondierendes Mitglied der Académie des sciences.